# Brigade Yarmouk
Ne doit pas être confondu avec Brigade des martyrs de Yarmouk.
La brigade Yarmouk est une unité de commandos palestiniens appartenant à l'Armée de libération de la Palestine.

## Historique
La brigade Yarmouk fut créée à partir d’éléments du Fatah à la suite du conflit armé entre les forces palestiniennes et l’armée jordanienne, lorsque le royaume hachémite du roi Hussein de Jordanie déclencha des opérations militaires contre les fedayins de l'Organisation de libération de la Palestine (OLP), dirigée par Yasser Arafat, pour restaurer la légitimité de la monarchie dans le pays à la suite de plusieurs tentatives palestiniennes de renverser Hussein, avec l'aide dans une certaine mesure de l'armée syrienne. En effet la Syrie avait pris le contrôle de cette brigade à partir de 1971.
Vers la fin de 1975, le président syrien Hafez el-Assad ordonna le déploiement dans Beyrouth de la brigade Yarmouk ainsi que celles de Hittin  et de Jalout Ayn dont les bases étaient dans la Bekaa, afin d'appuyer des forces palestiniennes déjà présentes dans la capitale libanaise. Le but de la Syrie était de donner l'avantage militaire à l'OLP. Les troupes syriennes avaient déjà fournies un soutien actif aux unités de l'OLP déployées ans le nord du Liban et plusieurs centaines de ses membres furent dépêchés au sud, région frontalière avec Israël.